# 子合国
子合国，西域古国。在今中国新疆维吾尔自治区叶城县南，国王治所在呼鞬谷。西至疏勒千里。离长安七千二百九十里。三百五十户，四千口，胜兵1000人。东汉以后，成为疏勒国的属地。《汉书》中误作西夜、子合是一国，东汉时各自有王。

## 外部連結
[在维基数据编辑]
 《欽定古今圖書集成·方輿彙編·邊裔典·子合部》，出自陈梦雷《古今圖書集成》